# Olivier Sarr
Olivier Sarr (Niort, Nueva Aquitania; 20 de febrero de 1999) es un baloncestista francés que actualmente se encuentra sin equipo. Con 2,08 metros de estatura, juega en la posición de pívot. Es hermano del también baloncestista Alexandre Sarr.

## Trayectoria deportiva

### Universidad
Jugó tres temporadas con los Demon Deacons de la Universidad de Wake Forest, en las que promedió 7,8 puntos, 5,8 rebotes y 1,0 tapones por partido. En su temporada júnior fue incluido en el tercer mejor quinteto de la Atlantic Coast Conference, después de promediar 13,7 puntos y 9,0 rebotes por encuentro.
Después de que el entrenador Danny Manning fuera despedido, Sarr ingresó al portal de transferencias. En mayo de 2020 anunció que se trasladaba a Kentucky. Allí jugó una temporada en la que promedió 10,8 puntos, 5,2 rebotes y 1,2 tapones por partido. Se declaró para el draft de la NBA de 2021, renunciando a la temporada adicional de elegibilidad otorgada por la NCAA debido a la pandemia de COVID-19.

#### Estadísticas
| Año     | Equipo      | PJ  | PT | MPP  | %TC  | %3P  | %TL  | RPP | APP | ROB | TPP | PPP  |
| ------- | ----------- | --- | -- | ---- | ---- | ---- | ---- | --- | --- | --- | --- | ---- |
| 2017–18 | Wake Forest | 30  | 0  | 15.1 | .348 | .250 | .600 | 3.0 | .4  | .3  | .7  | 3.2  |
| 2018–19 | Wake Forest | 25  | 16 | 21.7 | .472 | .250 | .705 | 5.5 | .5  | .4  | 1.0 | 6.2  |
| 2019–20 | Wake Forest | 30  | 15 | 26.7 | .527 | .143 | .761 | 9.0 | .9  | .4  | 1.2 | 13.7 |
| 2020–21 | Kentucky    | 25  | 25 | 25.1 | .470 | .444 | .791 | 5.2 | 1.3 | .4  | 1.2 | 10.8 |
| Total   | Total       | 110 | 56 | 22.0 | .476 | .311 | .740 | 5.7 | .8  | .4  | 1.0 | 8.5  |

### Profesional
Tras no ser elegido en el Draft de la NBA de 2021, jugó con los Memphis Grizzlies en la NBA Summer League. El 16 de octubre, los Oklahoma City Thunder le firmaron contrato y luego lo despidieron inmediatamente. Días después se uniría a los Oklahoma City Blue como jugador asociado.
El 27 de diciembre firmó un contrato por diez días con los Thunder. Renovando el 9 de enero, y a su finalización, regresando a los Blue. El 21 de febrero de 2022 firmó un contrato dual, que le permite jugar también con los Thunder.
Durante el verano de 2022, se une a los Phoenix Suns para la NBA Summer League, y luego firma un contrato de exhibición con Portland Trail Blazers, con los que finalmente consigue un contrato dual. Pero el 18 de noviembre los Blazers cortan a Sarr, sin llegar a debutar.
El 11 de enero de 2023 regresa a los Oklahoma City Blue, y el 13 de febrero consigue un contrato dual con Oklahoma City Thunder. En agosto de 2023 renueva su contrato dual con los Thunder.

## Estadísticas de su carrera en la NBA

### Temporada regular
| Año     | Equipo        | PJ | PT | MPP  | %TC  | %3P  | %TL  | RPP | APP | ROB | TPP | PPP |
| ------- | ------------- | -- | -- | ---- | ---- | ---- | ---- | --- | --- | --- | --- | --- |
| 2021-22 | Oklahoma City | 22 | 2  | 19.1 | .574 | .448 | .828 | 4.2 | .9  | .3  | .7  | 7.0 |
| 2022-23 | Oklahoma City | 9  | 1  | 12.7 | .500 | .125 | .714 | 3.4 | .4  | .1  | .6  | 4.0 |
| 2023-24 | Oklahoma City | 15 | 0  | 6.5  | .579 | .333 | .667 | 2.4 | .1  | .0  | .5  | 2.3 |
| Total   | Total         | 46 | 3  | 13.8 | .560 | .372 | .765 | 3.5 | .5  | .2  | .6  | 4.8 |